# Loudoun United Football Club
Loudoun United FC é uma equipe americana de futebol profissional baseada em Leesburg, Virginia . A equipe foi fundada em 2018 como a equipe de reserva do DC United e fez sua estréia na USL Championship em 2019.

## História
Em 18 de julho de 2018, a equipe foi oficialmente anunciada pela USL e pela DC United, assim como o nome, as cores e o brasão da equipe. O Loudoun United FC substituiu o Richmond Kickers como afiliado da DC United na USL.

## Cores e Escudo
As cores do Loudoun United FC são preto, vermelho e branco. O escudo é moldada de forma semelhante ao clube pai da equipe, o DC United. Ele contém um cata-vento que representa a bandeira e o brasão do Condado de Loudoun . Destaque é um cavalo Pegasus, uma homenagem à indústria equina de bilhões de dólares do condado.

## Estádio
O clube vai jogar no Segra Field, um novo estádio de 5.000 lugares no Philip A. Bolen Memorial Park, em Leesburg. O estádio está sendo construído pela DC United e pelo governo do condado por US $ 15 milhões. A construção começou em 2018 e deve ser concluída em 2019.